# 天主教帕朗卡拉亞教區
天主教帕朗卡拉亞教區（拉丁語：Diœcesis Palangkaraiensis）是印度尼西亞一個羅馬天主教教區，位於中加里曼丹省，屬三馬林達總教區。2004年有教友53,585人、19個堂區、32名司鐸。現任主教為Aloysius Maryadi Sutrisnaatmaka。
1993年4月5日自馬辰教區分出，由坤甸總教區管轄。2003年1月29日改由三馬林達管轄。